# Marcos Corrêa dos Santos
Marcos Corrêa dos Santos, conosciuto come Marquinhos (Rio de Janeiro, 2 ottobre 1971), è un ex calciatore brasiliano, di ruolo centrocampista.

## Carriera

### Club
Uscito dalle giovanili del Flamengo, guadagna il posto da titolare all'inizio degli anni novanta, giocando a fianco di Uidemar, Júnior e Zinho, vincendo diversi titoli.
Trasferitosi al Palmeiras, nel 1996, ma non si impone nella nuova squadra, finendo in prestito prima alla Juventude e al Bahia, prima di essere ceduto al Colo-Colo, in Cile.
Al ritorno in Brasile, nel 2000, gioca per Portuguesa, Ponte Preta e Guarani. Negli anni seguenti gioca América-RJ, América de Natal, Madureira e Paysandu.
Nel 2006 a fianco dei veterani Odvan e Djair, vince la Taça Rio con il Madureira. Successivamente ha giocato Ceilândia, Olaria, Cidade Azul e successivamente si ritira nel Guanabara.

### Nazionale
Ha giocato una partita con la nazionale brasiliana e ha partecipato alla Copa América 1993.

## Palmarès

### Club

#### Competizioni nazionali
- Coppa del Brasile: 1

Flamengo: 1990
- Campionato brasiliano: 1

Flamengo: 1992

#### Competizioni statali
- Campionato Carioca: 1

Flamengo: 1991
- Taça Rio: 2

Flamengo: 1991
Madureira: 2006
- Taça Guanabara: 1

Flamengo: 1995
- Campionato paulista: 1

Palmeiras: 1996
- Campionato Baiano: 1

Bahia: 1998